# Взрыв Boeing 727 над Боготой
Взрыв Boeing 727 над Боготой — авиационная катастрофа, произошедшая в результате террористического акта 27 ноября 1989 года в небе в окрестностях Боготы, когда через 5 минут после взлёта был взорван Boeing 727-21 компании Avianca. Теракт был осуществлён с помощью бомбы, установленной по указанию наркобарона Пабло Эскобара. В результате погибли 110 человек.

## Самолёт
Boeing 727-21 с бортовым номером HK-1803 (заводской — 19035, серийный — 272) был выпущен корпорацией The Boeing Company в 1966 году и свой первый полёт совершил 19 мая. Его три турбореактивных двигателя модели Pratt & Whitney JT8D-7 развивали тягу по 12 600 фунтов (5 715 кгс). Первым собственником самолёта стала компания Pan American World Airways, которая получила его 28 мая и эксплуатировала с бортовым номером N326PA. 15 ноября 1975 года он поступил компании Avianca, в связи с чем был перерегистрирован и получил новый бортовой номер HK-1803.

## Теракт
Самолёт выполнял регулярный внутренний рейс AV203 из Боготы в Кали с расчётной длительностью менее часа. На его борту находились 6 членов экипажа и 101 пассажир. В 07:11 авиалайнер взлетел с полосы аэропорта Боготы и начал набор высоты. Когда через 5 минут он проходил эшелон 130 (13 тысяч футов или 4 километра), в задней части салона взорвалась бомба. По свидетельствам очевидцев на земле, из фюзеляжа с правой стороны вырвалось пламя. Следом прогремел ещё один, более мощный взрыв — сдетонировали находящиеся в пустом центральном баке пары топлива. Второй взрыв разорвал авиалайнер на части, которые разбросало на протяжении трёх миль вдоль склонов гор близ городка Соача. Все 107 человек на борту самолёта погибли. Также обломками убило ещё трёх человек на земле.

## Расследование
По данным исследования обломков установлено,  что взрыв самолёта осуществлён с помощью пластичной взрывчатки. Также в ходе расследования удалось установить связь теракта с Пабло Эскобаром — главным наркобароном Колумбии. На борт бомбу пронёс одетый в костюм мужчина, который был вместе с напарником. Они заняли места 18А и 18К, расположенные над главным топливным баком. В последний момент мужчина покинул салон, а его напарник остался и стал одним из 107 погибших в самолёте. Существует версия, что целью атаки был Сесар Гавириа Трухильо — помощник погибшего кандидата в президенты Луиса Карлоса Галана и будущий президент Колумбии. Однако в последний момент Трухильо отменил полёт, а потому остался жив. Также есть версия, что взрыв был направлен против одного из бывших участников Медельинского кокаинового картеля, который согласился сотрудничать с полицией.

## Последствия
Взрыв Боинга над Боготой стал самым смертоносным одиночным терактом Медельинского картеля. По стране начались рейды полиции, в ходе которых уничтожались плантации коки, а также химические лаборатории по производству наркотиков. Среди погибших оказались два гражданина США, что дало повод администрации Джорджа Буша усилить разведывательскую деятельность по поискам Эскобара. В 1991 году был задержан Дандени Муньос Москера (исп. Dandeny Muñoz Mosquera), также известный по прозвищу La Quica — главный убийца в Медельинском картеле, который считался основным организатором взрыва самолёта. Впоследствии окружной суд США приговорил его к 10 пожизненным срокам и дополнительно ещё к 45 годам.